# Mały Kaczy Staw
Mały Kaczy Staw (słow. Kačacie pliesko, Malé Kačie pleso, Zelené pleso II) – staw położony na wysokości 1591 m n.p.m., w odnodze Doliny Białej Wody – Dolinie Kaczej, w słowackiej części Tatr Wysokich. Pomiary pracowników TANAP-u z lat 60. XX w. wykazują, że jego powierzchnia to 0,2 ha, wymiary 68 × 44 m i głębokość ok. 2,6 m. Staw leży wśród moren, niedaleko Zielonego Stawu Kaczego. Nie dochodzi do niego żaden szlak turystyczny, w pobliżu prowadzi jednak niebiesko znakowana ścieżka z Łysej Polany na Rohatkę (sedlo Prielom, 2290 m).